# グラウンド・エフェクト・カー
グラウンド・エフェクト・カー (ground effect car) とはレーシングカーの一種であり、車体下面と地面の間を流れる空気流を利用してダウンフォース（下向きの力）を獲得することを目的に設計された車をさす。名称は航空工学用語の「グラウンド・エフェクト（地面効果）」に由来する。その性質上、公道上を走る自動車にはその性能の一部しか用いられていない。近年の日本のレース雑誌などは「グラウンドエフェクトカー」という名称を使っているが、以前は「グランドエフェクトカー」や「ウイングカー」と呼ぶのが一般的だった。

## 概要
レーシングカーをはじめとする自動車は、高速で走行するという基本的な目的のために空気抵抗を減らすことが要求される。そのために多くの場合は流線型(ストリームライン)にデザインされているが、このような形状の物体は低速ではその効果が低く高速で移動することによってその効果を発揮しはじめる。この場合、速度が上がるにつれて同時に容易に揚力が発生するため、タイヤの接地力が減少してしまうこととなる。その結果として、エンジンの駆動力を効率よく地面に伝えられないだけではなく、直進安定性が低下するとともに、ステアリングの制御制動が低下するために自動車に求められる「曲がる」という機能については顕著となり、コーナー（カーブ）の旋回速度も下げざるをえない。
1960年代後半以降のレーシングカーは、車体の前後にウイングを設けたり、くさび形（ウェッジシェイプ）ボディにすることで揚力の発生を防ぎ、ダウンフォースを得る設計へと変わっていった。ウイングや車体形状で強いダウンフォースを得ると、そのぶん空気抵抗（ドラッグ）が増え、最高速は落ちるが、タイヤの接地力が高まることでコーナーの進入速度・旋回速度を上げることができ、結果としてサーキット1周のタイムは向上する場合が多い。
グラウンド・エフェクト・カーは空力付加物を車体表面に追加することなく、この方向性を極限まで追求したものと言える。概念としては、航空機の主翼による揚力発生原理を逆向き（地面向き）に応用したもので、連続の方程式（流路の断面積が小さければ流体の速度は上がる）とベルヌーイの定理（流体の速度が上がれば圧力は下がる）を利用している。

### 定義
グラウンド・エフェクト・カーには広義と狭義の2つの意味がある。
狭義のグラウンド・エフェクト・カー
ボディ両脇のサイドポンツーンの下面に、ベンチュリ構造を持つ（ディフューザーの跳ね上がりが、後輪の最前面より前方から始まる）ものを指す。ウイング・カー (wing car) やベンチュリ・カー (venturi car) と言い換えられるのはこちらの方であり、このページでも基本的にはこちらを指す。
広義のグラウンド・エフェクト・カー
ボディ底面にアンダーパネルを装備し、ゆるいベンチュリ構造にした車両。改造が許されないストックカーを除き、現代の多くのレーシングカーはボディ底面（特に後部底面）にアンダーパネルを取り付けており、ほとんどの車両が該当する。

## 基本構造

ロータス・79を例とした図解(1)

ボディ両脇のサイドポンツーンの下面は、前部が地面に近く、後方に向かうに従ってスロープ状に跳ね上がるベンチュリ管形状に整形されている。

ロータス・79を例とした図解(2)

走行中、サイドポンツーンの下に流れ込んだ気流は狭い空間で加速し、地面との間に強い負圧が発生する。跳ね上げ部分では徐々に圧力が高まり、気流を後方に押し出して前部の負圧発生を助長する。負圧により車体が地面方向へ吸い寄せられると、タイヤも地面に強く押し付けられ、通常の車両に比べて圧倒的に高い旋回速度でコーナーを通過できる。車速（=気流の流速）が上昇するほどダウンフォース発生量が増加するため、低速コーナーよりも高速コーナーにおいて効果がより顕著となる。
発生するダウンフォースは車重以上の数トンにも及び、通常のウイングに比べて抗力の発生率が少ないため、最高速への影響も抑えることができる。

## 歴史

### 前史
グラウンド・エフェクトが最初に注目されたのはサーキットレースではなく、直線路で速度記録に挑戦するレコードカーの分野であった。目的もコーナリング性能ではなく、高速走行中の車体の浮き上がりを抑え駆動力を稼ぐ目的だった。
1928年、フランスの技術者ルネ・プレヴォが『ジ・オートモビル・エンジニア』誌に寄稿した記事の中で、アンダーボディ全体を逆翼形としたレコードカーのデザイン案が紹介された。プレヴォは"The Underneath is noting more than a Venturi tube"（下面はベンチュリ管以外の何物でもない）と記していた。記事に掲載された図面と風洞実験模型をコンピュータ上で再現し、CAD/CFDシミュレーションを行ってみたところ、80 mph（約128 km/h）で76 kg、120 mph（約193 km/h）で172 kg、200 mph（約321 km/h）で495 kgのダウンフォースが計測された。さらにノーズ形状を修正した場合、ダウンフォースが44%ほど増えるとの試算も得られた。
1938年にアウトウニオンが開発したアウトウニオン・タイプCレコードカーは、ストリームラインボディの下面をプレヴォのデザイン案のようなベンチュリ構造としていた。
アウトバーンで行った記録会では429.9 km/hというスピードを記録、しかしその後の計測でクラッシュし、ドライバーのベルント・ローゼマイヤーが死亡した。

### プロトタイプ
1970年に登場したCan-Amのプロトタイプカー、シャパラル・2Jは、2基のファンで空気を強制的に吸い出すことで車体下面に負圧を発生させ、驚異的なコーナリング性能を発揮した。この「ファン・カー」は物議を醸し、空力部品の可動禁止規定に違反するとして使用禁止となった。

### F1
同じ1970年にはF1マシン、マーチ・701が両サイドに逆翼面形状の燃料タンクを配置したが、成功には至らなかった。BRMのトニー・ラッドとピーター・ライトもこの種のウイングの実験を行い、ふたりはロータスへ移籍してから本格的な研究を行った。インペリアルカレッジの風洞で縮尺モデルを実験した際、サイドポンツーンがずり落ちた時に異常な数値のダウンフォースを記録したことから、ウイング構造の気密性が鍵になることを発見した。

#### 最盛期

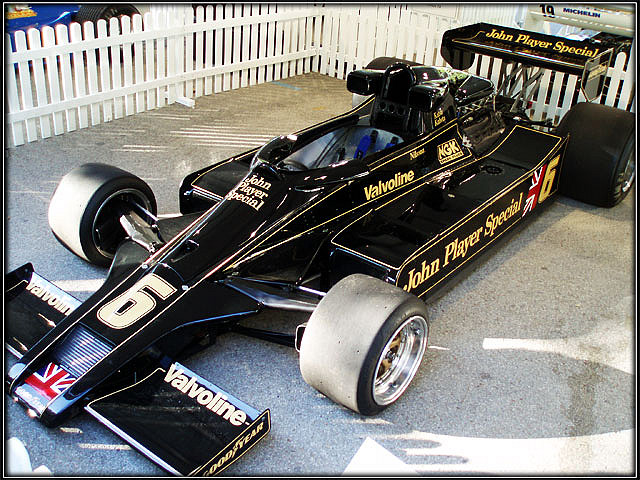
グラウンド・エフェクト・カーの流行を生んだロータス・78

1977年に登場したロータス・78はグラウンド・エフェクト・カーの最初の成功作となった。当初、ライバルチームや記者はロータス・78のサイドポンツーン下側につけられていたブラシがいったい何を意味するのか、誰も理解できなかった。それはここにウイング構造が隠されていることが分からない限り理解できない構造であった。1978年のロータス・79はより完成度を増し、マリオ・アンドレッティがF1世界チャンピオンとなった。
グラウンド・エフェクトのアイデアは他のチーム（マシン）にも急速に浸透し、当時のF1界ではグラウンド・エフェクトを用いなければ勝つことが困難となった。気密性確保のため、ブラシに代わり路面に追従する可動式サイドスカートが登場し、フロントウイングが車体下面への気流の邪魔になるとして、取り外してしまうケースもあった。ウイング構造を保つサイドポンツーンなど、車体（シャーシ）全体が高い剛性を持ちダウンフォースを受けても容易に変型しないことが重要となり、アルミハニカムプレート製のシングルスキンモノコック、カーボンファイバー製モノコック、プルロッド（プッシュロッド）サスペンションなどの技術が普及することになった。
しかしグラウンド・エフェクトの問題点（後述）に起因すると見られる事故が多発し、これを禁止、あるいは制限する動きも現れた。この動きはFISA対FOCAの政治闘争と絡み合い、反対派のFISA系チーム（ターボエンジンユーザー）と許容派のFOCA系チーム（フォードDFVエンジンユーザー）の対立を招いた。
1981年には、サイドスカートを固定式に制限し、下部と地面の間に6 cm以上の間隔を空けることが義務付けられた。スカートを地面に接触させることを禁止し、グラウンド・エフェクトを弱めることが狙いだったが、停車状態での車検で検査されるだけだったため、ルールの抜け道を探すものも現われた。
ロータス・88
車体を2重構造にした「ツインシャーシ」を採用した。停車状態では車体のどこも地面に接触していないが、ある程度のスピードで走りダウンフォースが発生し始めると、2重の車体の一方が地面に下がって路面に接触し、可動スカートが存在するのと同じ状態になる。グラウンド・エフェクトの追求によるサスペンションの硬化やポーポイズ現象を解決し、ドライバビリティを向上させる機構と発表されたが、他チームから抗議があったことや、「空力装置は可動不可」という規制に抵触することから禁止された。
ブラバム・BT49C
車高調整用のガスシリンダーを備えた「ハイドロニューマチック・サスペンション」機構を搭載した。ピットイン時には車高を上げて車検に対応させ、走行時にはダウンフォースで空気ばねが縮んでサイドスカートを地面に接触させ、グラウンド・エフェクトを得るものであった。同機構は他チームも次々と採用したことから、サイドスカートの接触を禁止した規制は意味を成さなくなり、シーズン末にはスカートの可動が3 cmまで許可された。

#### 規制期間
1982年にはジル・ヴィルヌーヴの事故死や、ディディエ・ピローニの大事故による引退などが重なり、国際自動車連盟は同年12月に新車輌規定導入を決定した。1983年より「フロントタイヤの後端からリアタイヤの前端までの車体底面は平面でなければならない」とするフラットボトム規定が施行され、事実上グラウンド・エフェクト・カーは参加できなくなった。
フラットボトム規定の導入後、シャシー後部の底を跳ね上げたディフューザー構造にすることで、限定的ではあるがグラウンド・エフェクトを得ることが可能となった。その後シャシー後部のディフューザー設置にも制限が設けられたため、ギヤボックスケースをディフューザー形状にすることでグラウンド・エフェクトを得ようとするようになっている。サイドポンツーン部分の底を上げるステップドボトムへと規制が厳しくなった現在でも、この構造が使用されている。

#### 40年ぶりに解禁

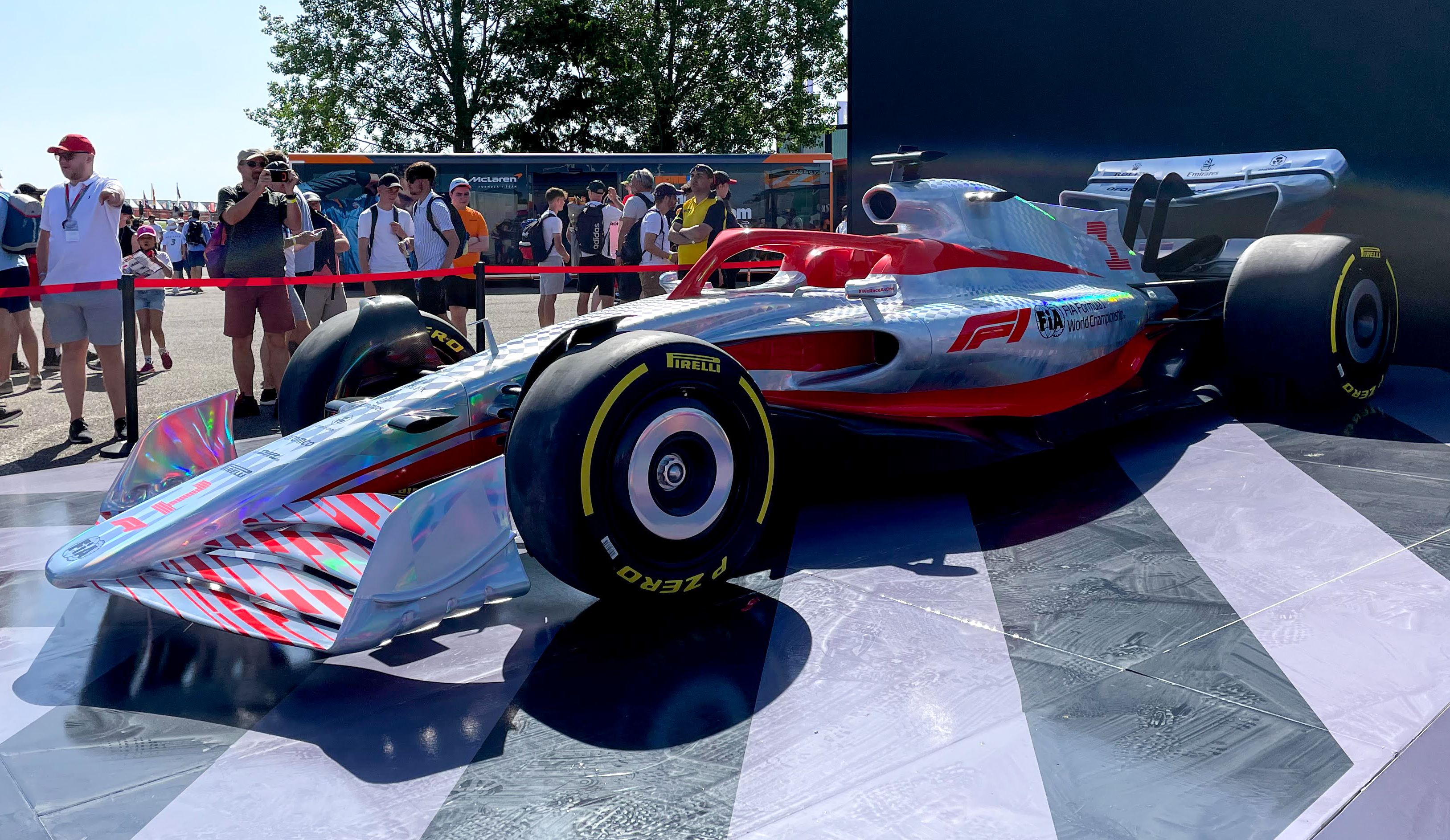
2022年レギュレーション規定に準拠したFIA製作のデモカー

2022年シーズンからの車体レギュレーション改定にて、グラウンドエフェクト構造が大幅に規制緩和され、1982年以来40年ぶりに事実上の解禁になった。
試行錯誤する中で、特に初年度から各チーム共通して悩まされたのが走行中の「ポーポイズ現象」であった。昨シーズンまでコンストラクターズ8連覇の圧倒を誇っていたメルセデスF1チームは、この対策に苦慮し他チームの後塵を拝するなど勢力図に少なからずの変動が生じている。

### その他のカテゴリ

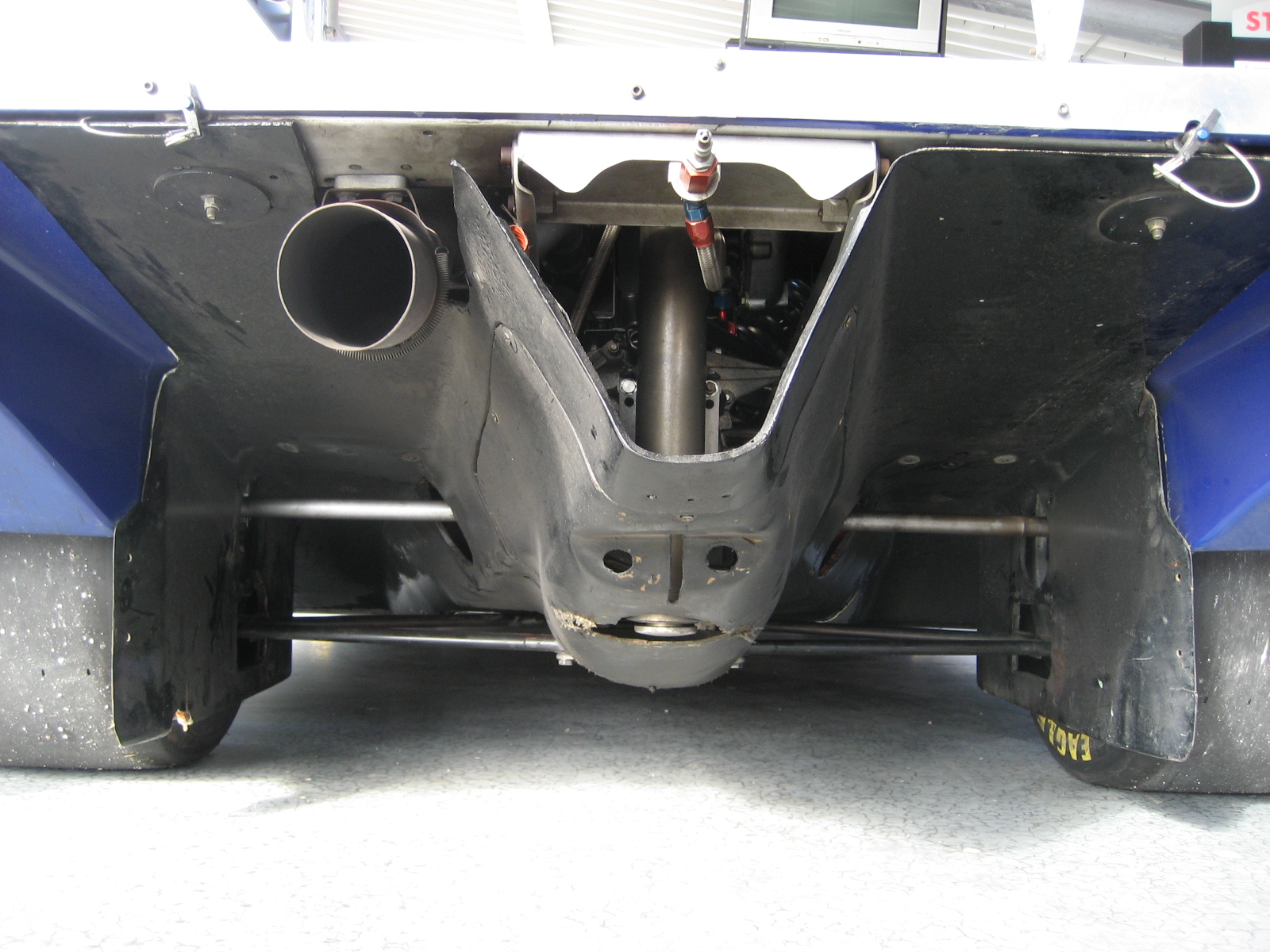
後方から見たポルシェ・962の車体底面。奥にグラウンド・エフェクト用のスロープが見られる。ギアボックスとリアタイヤは気密のためカバーされている。

F1におけるグラウンド・エフェクト・カーの流行はグループCなどの他のカテゴリにも伝播し、F1での禁止後も使用された。グループCマシンはフルカウルボディの下面をウイング構造に使うことができ（ただしコクピット底面に1000×800mmのフラットボトムが必要）、エンジンやギアボックスを斜めに配置してスペースを拡げた例もある。ポルシェ・956はフロントのアンダーパネル下面に「ポルシェ・ハンプ」と呼ばれる凹みを設け、ベンチュリの容積を変化させることでフロントのダウンフォースを増強した。
アメリカのオープンホイールレーシングにおいてはグラウンド・エフェクト・カー構造のシャシが長らく使われており、インディカー・シリーズではグラウンド・エフェクト・カーが使われている。しかし、1982年に起こったインディ500でのゴードン・スマイリーの死亡事故は、グラウンド・エフェクト・カー特有のハンドルの重さや、マシンの挙動が実際の操作よりも遅れる特性が原因といわれている。そのため現行シャシーのベンチュリ構造は小型なものになっている。
近年ではフォーミュラカーの安全性が大きく向上したこと、レーシングカーの空力に関する研究が進んだことなどを背景に、「フラットボトムのマシンよりも開発が容易で、かつ追い抜き時に車両姿勢の乱れが少ない」などの理由でグラウンド・エフェクト・カーを見直す動きも強まっており、1998年にはコローニがワールドシリーズ・バイ・ニッサンにグラウンド・エフェクト・カーの構造を取り入れたCN1を投入、2002年には1997年以降インディカーでグラウンド・エフェクト・カーのノウハウを培ってきたダラーラが後を継いでSN01を投入、その後フォーミュラ・ルノー3.5となった現在のT12までグラウンド・エフェクト・カーを採用し続けている。3年後の2005年に発足したGP2もそれに追従するようにカテゴリ発足当初からダラーラ製のグラウンド・エフェクト・カーを採用、ダラーラはその後GP3など、多くのカテゴリでグラウンド・エフェクト・カーを導入している。また、ローラもかねてからチャンプカーでグラウンド・エフェクト・カーを使用していたが、ヨーロッパにおいても2005年、A1グランプリ用に開発したB05/52からグラウンド・エフェクト・カーへと切り替えており、その後現在のAUTO GPまで継続している。この結果、後述の日本での場合も含めて現在では旧F3000級以上においてはF1を除く全てのフォーミュラカー・レースでグラウンド・エフェクト・カーが使用されることになった。ダラーラは更にフォーミュラ3においても、2017年からヨーロッパ・フォーミュラ3選手権と全日本F3選手権にグラウンド・エフェクト・カーであるF317を投入している。

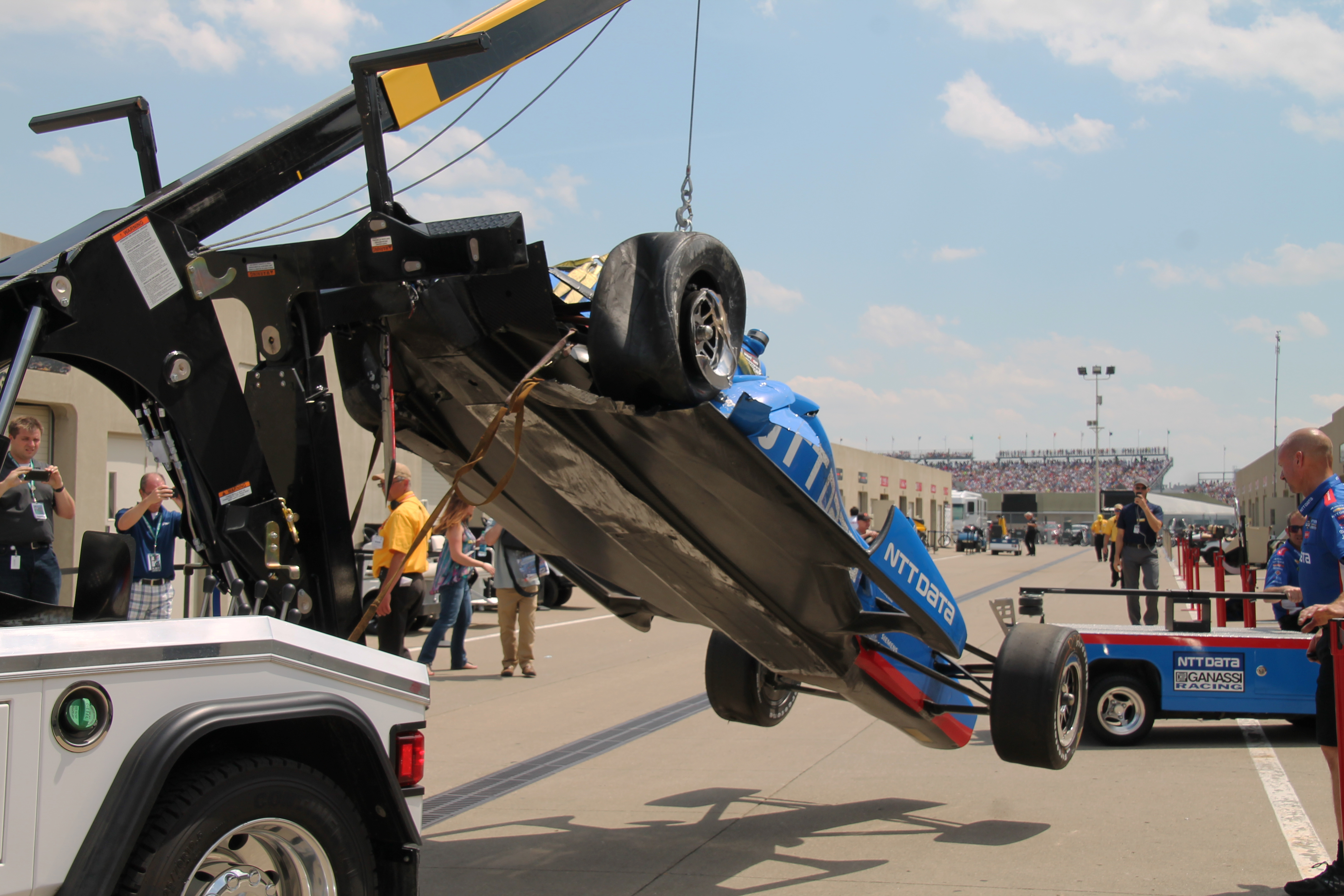
ダラーラ・DW12のアンダーボディ形状（2015年インディ500）

安全性対策としての研究も進んでおり、インディカー・シリーズで2012年から使用されているダラーラ・DW12では、モノコック下面にカマボコ状の構造物を設置することにより、スピンなどで横向きになった際もダウンフォースが発生するようにデザインされている。これにより、マシンが浮き上がるなど大事故につながる要因を減らすことができるとしている。

### 日本
日本国内レースでは、1983年の富士グランチャンピオンレースで、高橋徹のマシンがスピンした後に宙に舞い上がり、観客席のフェンスに激突。高橋が事故死し、巻き込まれた観客も死傷するという大事故が発生している。これはグラウンド・エフェクト・カーが高速で後ろ向きに走ると、条件によってダウンフォースとは全く逆の力が発生するためと考えられている。高橋徹の事故の前にも佐藤文康が同様の事故で死亡し、松本恵二がマシン全損のクラッシュに見舞われるなど同種の事故が発生しており、日本のレース界でもグラウンド・エフェクト・カーの危険性が指摘されていた。結果、日本レース界でもグラウンド・エフェクト・カーは一時禁止されることになった。
2006年からフラットボトム規定の改定によりフォーミュラ・ニッポンでもグラウンド・エフェクト・カー構造のローラ・B06/51が導入される。2009年より導入されたFN09（スウィフト・017.n）は近年では珍しくなったトンネル構造を持ったグラウンド・エフェクト・カーであった（スウィフト・エンジニアリングはCARTやアトランティック・チャンピオンシップに継続的にグラウンド・エフェクト・カーを提供していたほか、グラウンド・エフェクト・カーが言われる危険性にも否定的な立場をとっている）。2014年導入のダラーラ・SF14でもグラウンド・エフェクト・カーである。この流れは2019年導入のダラーラ・SF19でも継続されることとなっている。

## 問題点

### ダウンフォース喪失時の危険性
グラウンド・エフェクトはサイドポンツーンの形状だけではなく、サイドポンツーン下面と地面との間の空間が外界と遮断され、閉じた状態になっていることに強く依存する。そのためかつてのグラウンド・エフェクト・カーは、サイドポンツーンの横に可動式の硬質のスカートを備え、スカートを地面に接触させて空気の流入を遮断していた。つまり車体の一部を地面にたらし、ガリガリと引きずりながら走っているという事になる。
スカートによる空気圧の遮断が何らかの原因によって阻害されると、ダウンフォースが急激に失われ、マシンは非常に危険な状態となる。グラウンド・エフェクトが発揮されている場合、タイヤのグリップ力が飛躍的に高まり、車両が横滑りしにくくなるため、コーナーリング時にも速度をそれほど落とさないで済む。これがグラウンド・エフェクト・カーの最大の利点であるが、その状態でグラウンド・エフェクトが失われると車両は高速で横滑りしてコースアウトし、激しくクラッシュする（事故を起こす）可能性が高い。コーナーリング時のみならずストレート走行時であっても、グラウンド・エフェクト効果が失われた場合に車両はしばしばコントロール不能となる。場合によっては車両が宙を舞うこともあるなど、ドライバーのみならずコースマーシャルや観客をも事故に巻き込む危険性を持つ。
ただし、後述するように現在のグラウンド・エフェクトカーは地面と接触するような長いスカートが使用されることはまずないため、この問題は過去のものとなっている。

### ポーポイジングの危険性
グラウンド・エフェクトの弊害としては車体のピッチング（車体の前部と後部が激しく上下に揺さぶられること）を増幅させてしまうポーポイズ現象（ポーポイジング）も挙げられる。これは加減速や路面の凹凸などで車体が上下に振動した際に、グラウンド・エフェクトの変化が車体の上下動を増幅することで起きる。車高が高くなるとダウンフォースは弱まり、低くなると急激に強まり、さらに路面に接触するほど低くなると気流が阻害されダウンフォースは突如消失する。これにより、車体前後の上下振動が短いサイクルで激しく繰り返される状態となり、そのサイクルのタイミングによっては動作が増幅されやがて激しいピッチングを起こす。
この現象が始まり空力・サスペンションの制動性能を超えて前輪が浮き上がるほどの状況になると、流入する大量の空気により車体が跳ね上げられてしまう。前輪の浮き上がりはウイング等の空力装備を無効化し後輪側の接地圧を消失させ、数百kgの重量をもつ車体といえどもなすすべなく宙に舞うことになる。
この現象の顕著な例として1999年のル・マン24時間レースに出場したメルセデス・ベンツ・CLRの事故（当レースにおいて、激しいピッチングの末に車体前部から浮き上がり宙を舞い、大クラッシュを起こした）がよく挙げられるが、この車はディフューザーこそ備えていたものの本質的にはフラットボトム・カーであり、狭義のグラウンド・エフェクト・カー（ウイングカー）の危険性というよりは、前輪が浮いたときに後部に空気の逃げ道が無くなるフラットボトム・カーであるが故に車体の下に空気を溜め込んでしまうことが浮き上がった原因であると言える。

### 操縦者への負担
グラウンド・エフェクト・カーには非常に強い下向きの力がかかるため、サスペンションのスプリングレート（ばねの固さ）を極端に高く設定しなければならない。またサイドスカートが地面から離れないよう、サスペンションが作動する幅は短く制限する必要がある。つまりサスペンションが無いに等しい状態となる。ポーポイジングの解消も、スプリングレートの増加によって行われる場合が多い。その結果、ドライバーの身体には、路面からの衝撃がほとんど直接伝わってしまうという過酷な状況が生まれてしまった。グラウンド・エフェクト、ターボ時代のF1世界チャンピオンのニキ・ラウダは「グラウンド・エフェクト・カーはドライバーのテクニックの巧拙ではなく、高速のままコーナーに突っ込めるかどうかの蛮勇が問われるだけ。身体にかかる負担も大きく、非常に危険で、非人間的」と激しく非難していた。
グラウンド・エフェクト・カーを誕生させたロータスの総帥コーリン・チャップマンも、サスペンションの機能不全を憂慮していた。ロータス・88の使用禁止にもめげず、アクティブサスペンションの開発を進めさせたが、装置の実用化を見届けることなく、1982年12月に急逝した。
また、ウイングの面積を最大化するため、従来の扁平型のモノコックに代わり細身のモノコックが採用され、燃料タンクもサイドポンツーン内部からコクピット後方へ移設された。このため、ドライバーシートは前方に移動し、両脚はフロントノーズの先端近くに位置するようになり、事故の際に負傷する危険性が高まった。
のちにフットボックスの寸法規定が導入されたが、空力的効率を優先するためドライバーが窮屈な着座姿勢を強いられるという状態は、現在に至るまで変わっていない。

### 技術の特殊性
硬質のスカートを地面にたらし、ガリガリと引きずりながら走るというのは、さまざまな路面条件で走行する一般車には絶対に採用できないことを意味する。これは自動車レース（モータースポーツ）の社会的な存在意義に抵触するという見方が存在する。なお、現在グラウンド・エフェクトカーが使われているカテゴリーのほとんどが、アンダーフロア下に木製あるいはプラスチック製の板である「スキッドブロック」の装着を義務付けている。スキッドブロックは走行中に路面と接触することですり減るため、レース後にその厚みを計測することによって路面との過剰な接触を規制するものである。